# Calvini
Calvini là một xã thuộc hạt Buzău, România. Dân số thời điểm năm 2002 là 4374 người.